# Бірґітте Ганель
Бірґітте Ганель (дан. Birgitte Hanel, 25 квітня 1954) — данська академічна веслувальниця.
Бронзова призерка Олімпійських Ігор 1984 року в складі парної четвірки зі стерновою.